# 香林村
香林村是中華民國嘉義縣阿里山鄉的一個村。

## 概要
香林村又名二萬平，為原漢雜居之聚落，位於阿里山鄉北部，東鄰中正村，西連來吉村、豐山村，南接十字村，北與南投縣信義鄉羅娜村、望美村交界，面積11.305平方公里，位於阿里山國家森林遊樂區，因檜木廣布而得名。地處阿里山森林鐵路途徑的最大的高山平夷面，日治時期為鐵路工人就伐木工人的居住地，曾設有米酒厰。

## 學校
- 香林國小：海拔2,195公尺，為全台海拔最高的小學，前身為日治時代的阿里山公學校，建立於1941年，面積0.4495公頃。[2]
- 香林國中：前身為1964年設立的嘉義縣立北興中學阿里山分部，1968年獨立設校，1974年至1979年與香林國小合辦香林國民學校，2005年與樂野國小合辦阿里山國民中小學。[3]

## 景點
- 阿里山香林神木：又名「光武檜」，在森林鐵路邊，靠近慈雲寺和香林國小，樹種紅檜，樹胸圍12.3公尺，高45公尺，推算發芽的時間約為東漢光武帝年間，為前台灣省主席黃杰所命名。[4]
- 一葉蘭自然保留區：成立於1992年，面積51.89公頃，為保存台灣一葉蘭野外族群及基因而設立的自然保留區。[5]

## 宮廟
- 慈雲寺：1919年建立，為曹洞宗的「阿里山寺」，佛像是泰國國王贈予大正天皇的釋迦牟尼佛像，戰後改稱慈雲寺。[6]
- 阿里山受鎮宮：原為伐木工人供奉玄天上帝的神壇，1948年改建宮廟，命名阿里山受森宮，1959年改名阿里山受鎮宮。[7]

## 物種
- 阿里山枯球籮紋蛾，為台灣特有種，也是台灣唯一與宗教有關聯性的蛾類。[8]
- 台灣一葉蘭：又名台湾独蒜兰、台灣慈姑蘭，是樹蘭亞科一叶兰属下的一个种，生於中高海拔地區空氣潮濕的雲霧帶，為台灣原生種，入秋之後以球莖冬眠，只發一葉，故名一葉蘭。[9]

## 交通
阿里山林業鐵路
- 二萬平車站
- 神木車站：為一木造折返式車站，海拔2138公尺，位於阿里山鐵路第三分道，設有島式月台、候車亭各一座。車站原有2股軌道，其中一條被改為人行步道，列車使用另一軌道。[10]